# De Lelie (Ommen)
De Lelie is een korenmolen in Ommen in de Nederlandse provincie Overijssel. De molen werd in 1846 gebouwd. Na jarenlange verwaarlozing werd de molen in 1970 voor vijfduizend gulden aan de gemeente Ommen verkocht onder de voorwaarde dat de molen zou worden gerestaureerd en weer als korenmolen zou worden gebruikt. Na de restauratie in 1973 en 1974 is de molen professioneel in gebruik dankzij een beroepsmolenaar.
De molen is thans ingericht met vier koppels maalstenen. Daarnaast is de molen als korenmolen zeer compleet ingericht en compleet bedrijfsvaardig. De roeden van de molen zijn ruim 21 meter lang. De binnenroede heeft het fokwieksysteem en zeilen, de buitenroede heeft het Oudhollands systeem met zeilen. De huidige eigenaar is de gemeente Ommen.